# Цыгане на Украине

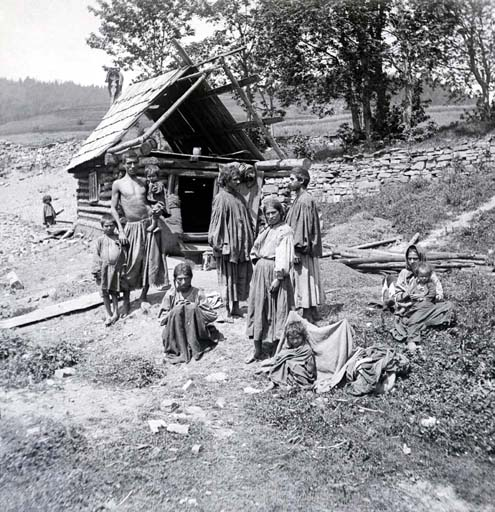
Галичские цыгане

Цыгане на Украине (укр. Цигани в Україні) — цыганское этническое меньшинство, проживающее на территории Украины. Общая численность диаспоры (по данным переписи населения 2001 года) 47 587 человек, большая часть которых проживает в Закарпатской (14 004 человек), Донецкой (4106 человек), Днепропетровской (4067 человек) и Одесской (4035 человек) областях. На Украине, по последним данным, проживает 15 этнических групп цыган, среди которых сэрвы, влахи, кэлдэрары, ловари, крымские цыгане, синти, венгерские цыгане, словацкие цыгане, русские цыгане, кишинёвцы, урсары и другие.

## Этнонимы
Этноним «цигане» (укр. цигани) появился в украинском языке в конце XVI века, его этимология не установлена и является экзонимом. Самоназвание, эндоним большинства европейских групп — рома́. В современной украинской деловой речи и в официальных документах употребляется этноним «ромы» (укр. роми). Слово циган считается нежелательным для использования на официальном уровне, хотя часто используется самими цыганами в быту.

## История

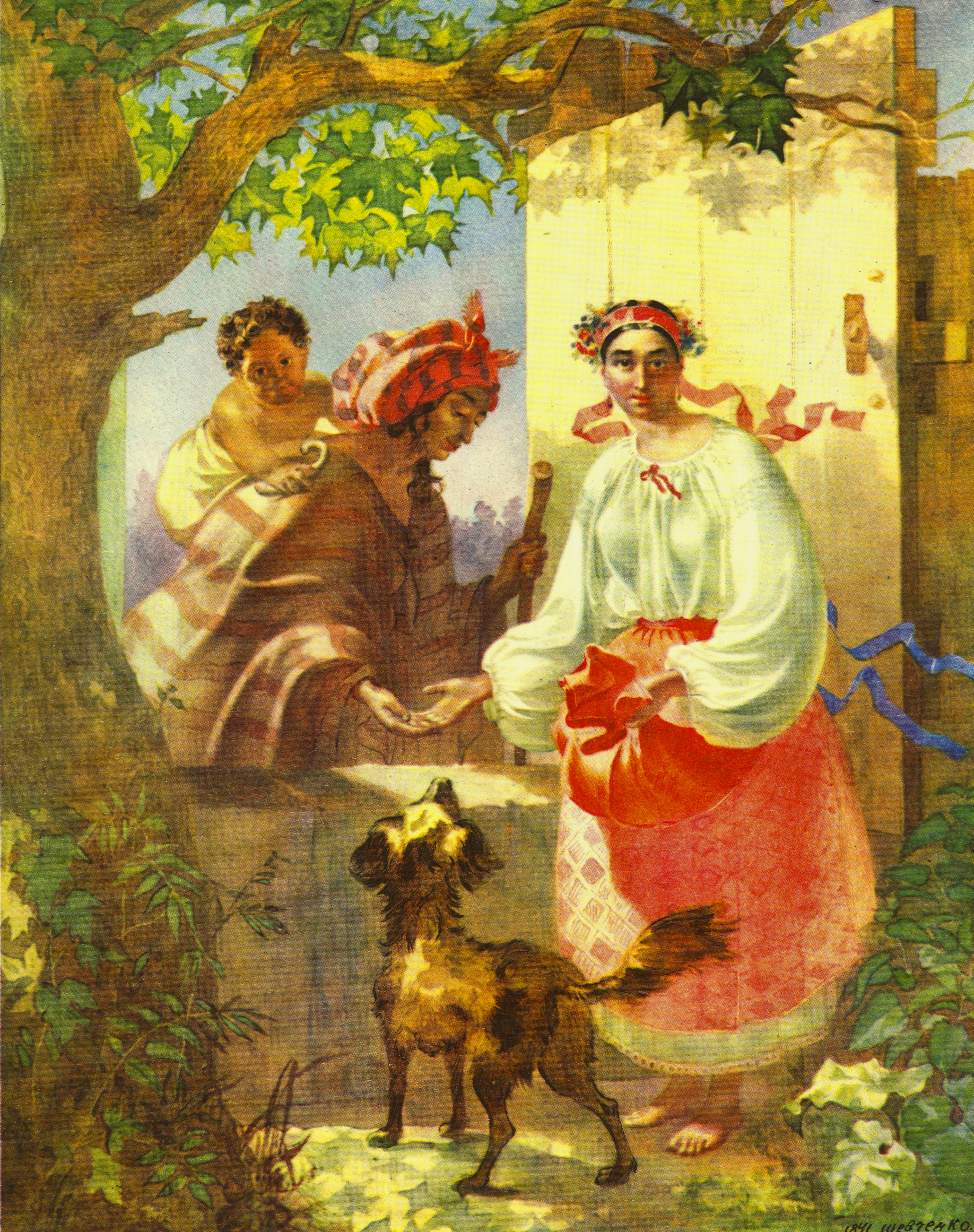
Тарас Шевченко. «Цыганка-гадалка». 1841 год

Первые упоминания о появлении цыган на территории современной Украины датируются XV веком (в охранной грамоте, выданной великим литовским князем Александром, цыганскому вождю Василию), а их первые поселения были в районе Ужгорода, в Бессарабии и в Крыму. Упоминаются они в саноцких летописях за 1428 и 1436, а также в львовских — за 1428 и 1455 годы. На территорию Украины цыгане попадают из Валахии и Молдовы и в XVI веке они кочевали уже по всей Украине.

### На территории Польши
Впоследствии в Центральную Украину перемещаются польские цыгане, были вынуждены переезжать из-за введения Сеймом Речи Посполитой законов, о выселении цыган в отдаленные области. Они расселяются в районах, где во времена Богдана Хмельницкого был большой спрос на кузнечный и оружейный промыслы.
Расселившись на разных территориях цыгане образовали несколько этнических групп: цыгане, поселившиеся на Волыни, Полесье и частично на Полтавщине, принадлежат к балтийской группе; влахи, близкие к бессарабским и румынским цыганам, заселили территорию Подолья; сэрвы (бывшие выходцы из Сербии), самая большая группа цыган, расселились по всей Украине. Впоследствии на Украине поселились и венгерские цыгане.
Польские короли после 1624 года вводят у цыган суд «цыганских королей», которые избирались из среды цыган и получали при назначении королевскую грамоту. Их резиденция находилась в городе Мир Минской губернии. Последними цыганскими королями были Игнатий Марцинкевич (1780 год) и Ян Марцинкевич (1788 год).
Налогообложение цыган осуществлялось пошатрово, оброк уплачивался в Военную казну Малороссии .
Известно об участии цыган в освободительной борьбе украинского народа — В «реестрах всего войска Запорожского» были указаны следующие фамилии казаков: Валько Цыган, Федор Цыганский, Степан Цыганчук, Дмитрий Циганчик.
В 1765 году кочевые цыгане впервые была объявлены вне закона — каждый из цыган должен был выбрать себе постоянное место жительства.

### Во времена Российской империи
Власти Российской империи также пыталась «осадить» цыган, заставить их поселиться на постоянное место проживания. Чтобы принудить цыган к оседлому образу жизни, Киевская военная комиссия (XVII век) предоставляла им летний срок для избрания постоянного места жительства, а по его окончании их считали бродячими и преследовали. Постановления против бродяжничества выходили в 1809, 1811 и 1818 годах.
Согласно указу о «Правилах для поселения цыган» 1800 года оседлые цыгане земледельцы в течение 4 лет освобождались от рекрутской повинности и всех податей. по указу 1818 года им разрешалось вступать в мещанские городские общества.

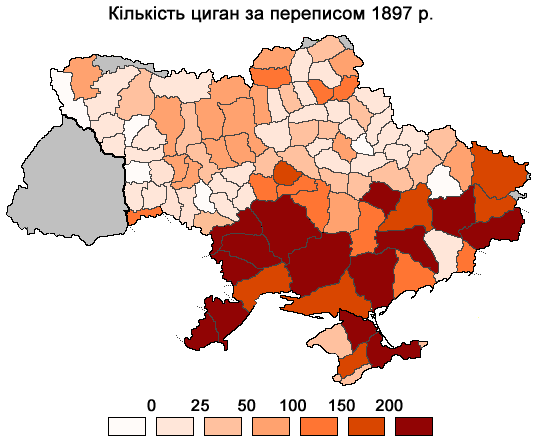
Расселение цыган по уездам на территории Украины (1897 год)

Появление сел Цыгановка, Цыгане, Каменецкого уезда и Червоноградского уезда, соответственно, в Подольской губернии было вызвано переходом цыган на оседлый образ жизни. В 1836 году было утверждено положение о «поселения коренных цыган в Бессарабии на прежней основе», а в 1839 году вышел закон «О поселении цыган на вольных казенных землях». Согласно последнему закону в Бессарабии 782 семьи получили 9902 десятин земли, основав села Каир и Фараоновка. Однако особых успехов эти меры не дали. В украинской части Российской Империи в 1897 году жило примерно 8800 цыган, большинство (5,6 тыс., 64 %) — в степных юго-восточных губерниях.
Одна из крупнейших волн кочевки приходится на первое и второе десятилетия XX века большинство таборов проходило с юга Подолья в Россию и на Слобожанщину.

### Вторая мировая война
Во время Второй мировой войны было уничтожено 80 % всего цыганского населения стран Европы. На территории России, Украины и Крыма, по данным директора Варшавского музея борцов гетто Мириам Нович, жертвами геноцида стали 300 тысяч цыган. В ночь на 24 декабря 1941 в Симферополе было расстреляно 800 мужчин, женщин и детей.
8 октября 2004 Верховной Радой Украины принято Постановление «Об отмечании Международного дня Холокоста ромов».

### Советская власть
В советское время власти пытались заставить всех цыган жить оседло, активно привлекали к вступлению в колхозы. ВУЦИК РН УССР 23 февраля 1927 года издал постановление о помощи кочующим, изъявившим желание перейти к оседлости. Для выполнения этого постановления была разработана специальная «Инструкция о проведении мероприятий экономического и организационно-административного порядка для помощи перехода кочующих цыганам для оседлой жизни и втягивания их в трудовые процессы», которая предусматривала их привлечение к трудовому процессу, работе в кустарных артелях в сельском хозяйстве, предлагалось давать переселенцам кредиты, наделять их землей из государственных фондов. Такая политика сначала давала результат и в 1920-х годах 81,3 % цыган Украины были уже оседлыми. На свободных землях в 1927 году поселились 500 кочевых семей. Однако насильственная коллективизация начала 1930-х годов, под которую попадали и цыгане, прекратила процесс оседания.
В конце 1920-х годов печатались журналы на цыганском языке «Романи зоря» («Цыганская звезда») и «Небо дром» («Новый путь»), которые в начале 1930-х годов были закрыты.
5 октября 1956 года вышел Указ Президиума Верховного Совета СССР «О привлечении к труду цыган, занимающихся бродяжничеством», запрещающий кочевой образ жизни и приравнивающий его к тунеядству. По законам СССР за «кочевание и паразитический образ жизни» цыган лишали свободы до 5 лет.

## Расселение

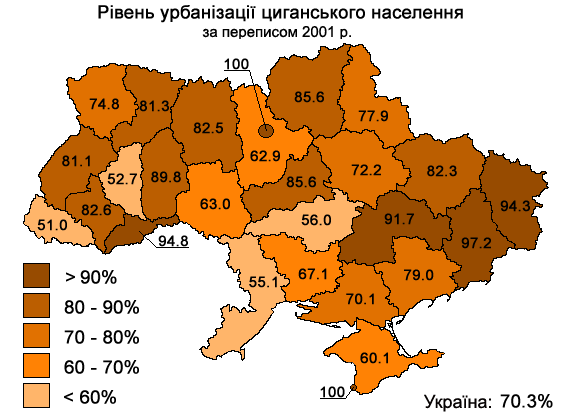
Доля городских жителей среди цыган Украины (2001)

Расселение цыган по регионам Украины (2001 г.) чел.

Расселение цыган по регионам Украины (2001 год), %

Согласно переписи населения 1926 года в УССР проживало 13 000 цыган (в том числе 2 500 оседло); в Крыму — 1300. Всего цыган на украинской территории (по данным на 1926 год) проживало около 20 000 человек.

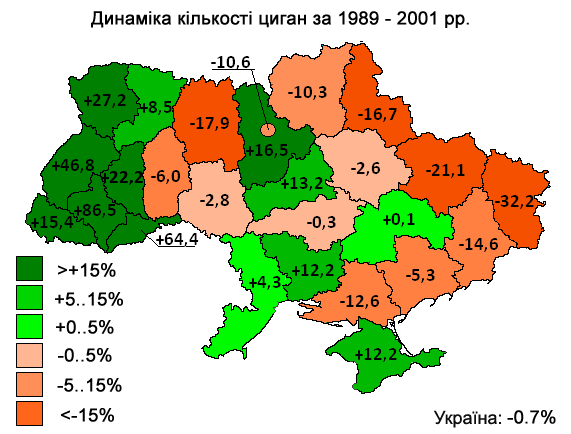
Динамика численности цыганского населения Украины за 1989—2001 гг.

Динамика численности цыган по данным переписей:
- 1897 — около 13 000 (в пределах Российской Империи — 10 031[12])
- 1926 — 13 578[13] (УССР)
- 1939 — 10 443[14] (УССР)
- 1959 — 22 515[15]
- 1970 — 30 091[16]
- 1979 — 34 411[17]
- 1989 — 47 917[18]
- 2001 — 47 587[1]

Цыгане проживают во всех регионах Украины, но больше всего их в Закарпатье, и Южной Бессарабии. Почти половина их живёт в городах.
В Закарпатье проживают следующие группы цыган: словацкие цыгане (потомки переселенцев начала XX века), кэлдэрары, венгерские цыгане (выходцы из Венгрии), проживающие компактными группами. Наибольшее количество цыган находится в Мукачево (1,4 %), в Виноградовском (0,8 %), Береговском (4,1 %) и Ужгородском (4,1 %) районах Закарпатской области.
Русские цыгане (выходцы с юга России в начале XX века), ловари и сервы живут в украинском Полесье. Основными местами компактного проживания являются Прилуки, Нежин, Чернигов и Остёр. Среди цыган Житомирщины больше всего представителей группы ловарей, которые имеют свои компактные поселения в Житомире (район Богуния), селе Тетеревка Житомирского района и в городе Малин. Сервы живут рассеянно небольшими группами среди представителей других этногрупп. Для них характерно проживание в крупных городах Житомирской и Черниговской областей (города Чернигов, Житомир, Коростень, Малин).

## Дискриминация
По мнению зарубежных специалистов, традиционный кочевой образ жизни делает цыганские общины на Украине лёгкой мишенью для маргинализации, полицейского произвола и ксенофобских проявлений со стороны местного населения (см. ксенофобия на Украине). При этом украинская полиция сознательно отслеживает цыган, дежурит у мест их проживания, зная, что у многих из них нет документов; отправляет их в места заключения, где они подвергаются вымогательствам денег за освобождение.
Многостраничный отчёт, совместно подготовленный организациями Equal Rights Trust и правозащитным ЛГБТ-центром «Наш мир», указывает, что цыгане на Украине часто подвергаются дискриминации несмотря на то, что они проживали на её территории ещё в XV веке. Многие украинские исследователи обращают внимание, что в последние годы цыгане заняли место самой дискриминируемой группы украинского населения.
Цыгане проживают в общинах с высоким уровнем бедности, плохими условиями жизни, образования и здравоохранения, они систематически встречают трудности при оформлении удостоверений личности и обеспечении долгосрочной трудозанятости. В свою очередь те препятствия, которые осложняют получение идентификационных документов опосредованно затрудняют доступ цыган к государственным системам здравоохранения и образования. Это ещё более усугубляет проблему низкой образованности членов цыганских общин, которая также способствует среди них высокому уровню безработицы.
Отмечается также, что цыгане зрительно очень сильно отличаются от других социальных групп населения Украины за счёт своего внешнего вида и яркой одежды. Из-за этого они часто становятся жертвами проявлений ксенофобии и преступлений на почве ненависти. При этом в настроениях украинского населения доминируют сильные общественные предрассудки, направленные против цыган, а данные за 2013 год свидетельствуют о высоком уровне социальной нетерпимости. Полиция повсеместно рассматривает цыган как потенциальных преступников и фактически усиливает такое их восприятие остальным населением. Начиная с 1990-х годов зарегистрированы сотни случаев жестокости и беззакония украинских полицейских по отношению к цыганам. Уязвимое положение цыганских общин позволяет украинской полиции систематически вымогать с них деньги, безнаказанно применять насилие и игнорировать их жалобы на беспредел. В ущемлении прав цыган также принимают участие многие органы гражданской администрации (см. коррупция на Украине). Результатом этих обстоятельств стало формирование высокого уровня недоверия среди украинских цыган к государственным институтам Украины: полиции, системам образования, здравоохранения, социального обеспечения и т. п.
Согласно отчёту ОБСЕ 2000 года, на Украине отмечались случаи насилия в отношении цыган со стороны скинхедов.
В апреле 2018 года в день рождения Адольфа Гитлера члены неонацистской С14 сожгли ромские шатры в поселении в окрестностях Киева и преследовали женщин и детей используя камни и газовые баллончики, после чего скрылись. Аналогичные нападения в окрестностях Львова в 2018 году привели к смерти одного человека и ранениям нескольких ромов, включая детей. Ромы на Украине, как сообщали эксперты Human Rights Watch, часто подвергаются насилию, однако эти преступления не расследуются. Один из примеров — убийство общественного активиста Николая Каспицкого, лидера ромской общины Харькова, в 2017 году. Это дело закрывалось четыре раза, что трактуется как саботаж со стороны полиции.
Новые погромы прошли в 2019 и в 2020 годах. Реакция полиции на эти атаки была спорадической, иногда производились аресты нападавших, а иногда к ним относились индиффирентно. Один судья в Одессе трактовал акт этнической чистки в Лощиновке как «проявление прямой демократии». Такой подход способствовал расширению и эскалации конфликтов с цыганами и росту варварства.
В 2021 году в англоязычной прессе появились публикации о преследовании ромов в Украине, в которых отмечалось, что местная полиция знает об эксцессах против этих людей, однако не вмешивается. Также допускались марши националистов из объединения С14 под лозунгами ненависти к ромам, которые трактовались полицией как «мирное шествие».
Во время вторжения России на Украину в 2022 году на Западной Украине отмечались случаи насилия в отношении цыганских беженцев (в частности, во Львове их привязывали к столбам и обливали зелёнкой якобы за карманные кражи и попрошайничество) и в приграничных странах.

## Известные цыгане Украины
- Дмитрий Климашенко
- Михаил Семенцов
- Януш Панченко